# Olympia 78
Albums de Diane Dufresne
Mon premier show
(1978) J’me sens ben – Enregistrement public à l’Olympia Vol. 2
(1979)
Olympia 78 est le deuxième album live de la chanteuse québécoise Diane Dufresne, enregistré en public à l'Olympia de Paris la troisième semaine du mois de mars 1978.

## Édition33 Tours

### Titres
| 1. | Hollywood freak            | Diane Dufresne, Luc Plamondon | François Cousineau | 3:30 |
| 2. | Chanson Pour Elvis         | Luc Plamondon                 | François Cousineau | 4:11 |
| 3. | Love me tender             | Elvis Presley                 | Vera Matson        | 3:29 |
| 4. | Mon p'tit boogie boogie    | Luc Plamondon                 | François Cousineau | 2:19 |
| 5. | Les adieux d'un sex symbol | Luc Plamondon                 | Michel Berger      | 6:22 |

| 1. | Actualités                | Luc Plamondon | François Cousineau | 5:12  |
| 2. | En écoutant Elton John    | Luc Plamondon | François Cousineau | 10:19 |
| 3. | Laissez passer les clowns | Luc Plamondon | François Cousineau | 6:19  |

## Crédits
- Musiciens :
  - Basse : Claude Arsenault
  - Batterie : Martin Simon
  - Guitare : Bob Cohen
  - Claviers : Jimmy Tanaka, Jeff Fisher
  - Timbales : Jimmy Tanaka
- Ingénieurs du son : Ian Terry (Studio mobile Maison Rouge)
- Arrangements : Jimmy Tanaka (avec la collaboration des musiciens)
- Direction musicale : Jimmy Tanaka
- Sonorisation : Charles Roche
- Mixage : Ian Terry (assisté de Jimmy Tanaka et Louis Gauthier) Studio Tempo Montréal
- Photos : Alain Marouani
- Supervision artistique : Luc Plamondon
- Réalisation : Amérilys Inc. avec la collaboration de Ian Terry